# Danijel Mađarić
Danijel Mađarić (ur. 13 listopada 1977 w Čakovcu) – piłkarz chorwacki grający na pozycji bramkarza.
Mađarić jest wychowankiem klubu NK Varteks z Varaždina. Członkiem kadry pierwszego zespołu stał się w 1996 roku, ale tylko jako rezerwowy bramkarz i w pierwszej lidze zdołał zagrać jedynie dwukrotnie i tym samym niezbyt pomógł drużynie w zajęciu 6. miejsca w lidze. W kolejnych sezonach Danijel nie grał w ogóle. Kolejny raz w lidze wystąpił dopiero w sezonie 1999/2000, ale także musiał walczyć o miejsce między słupkami bramki Varteksu, który tym razem zajął 7. miejsce w lidze. W sezonie 2000/2001 Mađarić miał być pierwszym bramkarzem, jednak po słabych meczach w pierwszej części sezonu stracił miejsce w składzie na rzecz dwóch innych bramkarzy: Željko Rumbaka i Žankarlo Šimunicia. W sezonie 2001/2002 wywalczył miejsce w podstawowym składzie Varteksu, a jego 25 meczów w bramce dało drużynie 4. miejsce w lidze, a klub ten dodatkowo awansował do finału Pucharu Chorwacji, w którym uległ Dinamu Zagrzeb w dwumeczu 1:2. Za to w sezonie 2002/2003 dzięki dobrej pozycji w lidze Varteks z Mađariciem w składzie zagrał w Pucharze UEFA, z którego odpadł w 2. rundzie z duńskim FC Midtjylland. W lidze Varteks zajął jeszcze wyższe miejsce, trzecie. Jednak przez dużą część sezonu Mađarić leczył kontuzję i zagrał dopiero w rundzie wiosennej (w całym sezonie łącznie 13 razy pojawił się na ligowych boiskach).
Latem 2003 roku Mađarić zmienił otoczenie. Wybrał ofertę drugoligowego wówczas Zagłębia Lubin, a do zespołu "Miedziowych" ściągnął go Serb Žarko Olarević. Mađarić był pierwszym bramkarzem zespołu nawet po zmianie trenera, gdy nowym szkoleniowcem został jego rodak Dražen Besek, którego Mađarić znał jeszcze za czasów gry w Varteksie. Zagłębie z Danijelem w składzie zajęło 2. miejsce i powróciło w szeregi pierwszej ligi. W polskiej ekstraklasie debiut Mađaricia nie był udany. 30 lipca 2004 roku Zagłębie przegrało na własnym stadionie z Cracovią 2:5. Cały sezon dla piłkarzy z Lubina był zresztą nieudany i rzutem na taśmę zapewnili oni sobie ligowy byt zajmując dopiero 12. miejsce w lidze. W sezonie 2005/2006 Mađarić nie grał już prawie w ogóle, zagrał tylko 2 mecze w lidze, gdyż pierwszym bramkarzem Zagłębia był Mariusz Liberda. Ogółem w polskiej ekstraklasie Danijel zagrał 25 razy.
Latem 2006 roku powrócił do ojczyzny i ponownie został graczem Varteksu. Grał też w NK Čakovec i Međimurje Čakovec.

## Kariera
| Sezon   | Klub              | Kraj      | Rozgrywki          | Mecze | Bramki |
| ------- | ----------------- | --------- | ------------------ | ----- | ------ |
| 1996/97 | NK Varteks        | Chorwacja | Prva HNL           | 2     | 0      |
| 1997/98 | NK Varteks        | Chorwacja | Prva HNL           | 0     | 0      |
| 1998/99 | NK Varteks        | Chorwacja | Prva HNL           | 0     | 0      |
| 1999/00 | NK Varteks        | Chorwacja | Prva HNL           | 16    | 0      |
| 2000/01 | NK Varteks        | Chorwacja | Prva HNL           | 9     | 0      |
| 2001/02 | NK Varteks        | Chorwacja | Prva HNL           | 25    | 0      |
| 2002/03 | NK Varteks        | Chorwacja | Prva HNL           | 13    | 0      |
| 2003/04 | Zagłębie Lubin    | Polska    | II liga polska     | 29    | 0      |
| 2004/05 | Zagłębie Lubin    | Polska    | Orange Ekstraklasa | 23    | 0      |
| 2005/06 | Zagłębie Lubin    | Polska    | Orange Ekstraklasa | 2     | 0      |
| 2006/07 | NK Varteks        | Chorwacja | Prva HNL           | 23    | 0      |
| 2007/08 | NK Varteks        | Chorwacja | Prva HNL           | 26    | 0      |
| 2008/09 | NK Varteks        | Chorwacja | Prva HNL           | 15    | 0      |
| 2009/10 | NK Čakovec        | Chorwacja | Druga HNL          | ?     | 0      |
| 2009/10 | Međimurje Čakovec | Chorwacja | Prva HNL           | 6     | 0      |